# ハンク・モブレー
ハンク・モブレー（Hank Mobley、1930年7月7日 – 1986年5月30日）は、アメリカ合衆国のテナー・サクソフォーン奏者で作曲家。本名はヘンリー・モブレー（Henry Mobley）。ハード・バップやソウル・ジャズのジャンルで活躍した。レナード・フェザーによって「テナー・サクソフォーンのミドル級チャンピオン」と呼ばれたことで知られ、ジョン・コルトレーンほど鋭くもなければスタン・ゲッツほど円やかでもない音色を指している。付け加えると、モブレーの音楽様式は、とりわけソニー・ロリンズやコルトレーンと比較すると明らかなように、落ち着きがあって精妙かつ歌謡的であり、ジュニア・クックやジョージ・コールマン、ジョー・ヘンダーソンらに影響を与えた。

## 略歴
ジョージア州のイーストマンに生まれるが、ニュージャージー州ニューアーク近郊のエリザベスに育った。
初期の活動においてディジー・ガレスピーやマックス・ローチと共演する。アート・ブレイキーやホレス・シルヴァー、ダグ・ワトキンスおよびケニー・ドーハムと並んで、ハード・バップの画期的なセッションの一つに参加した。その成果は、アルバム『ホレス・シルヴァー・アンド・ジャズ・メッセンジャーズ』として発表されており、モブレーのよりブルージーな抒情性と、シルヴァーのファンキーなアプローチとのお蔭で、クール・ジャズの取り澄ました古典性とは対極にある。「ジャズ・メッセンジャーズ」が1956年に分裂すると、暫くはシルヴァーと演奏を続けたが、数年後にはブレイキーと再び共演するようになり、1960年代初頭のモブレーのアルバムにもブレイキーが出演した。
1960年代は主にバンドリーダーを務め、1955年から1970年にかけてブルー・ノート・レーベルに20枚以上のアルバムを録音した。1960年の『ソウル・ステーション』と『ロール・コール』は、代表作とされるアルバムである。ハード・バップの演奏家、例えばグラント・グリーンやフレディ・ハバード、ソニー・クラーク、ウィントン・ケリー、フィリー・ジョー・ジョーンズらと共演し、トランペッターのリー・モーガンとはアルバム『ディッピン』などで共演し、とりわけ実り豊かな協力関係を築いた。モブレーは、興味深いコード進行や、独奏者の見せ場を繰り広げたことにより、ハード・バップの時代の最も偉大な、独創的な作曲家の一人として広く認められている。
1961年のアルバム『アナザー・ワークアウト』は、1985年まで発売されなかったが、たちまち古典的名作として認められた。
モブレーは、1961年の一時期、ジョン・コルトレーンの代役探しをしていたマイルス・デイヴィスとも共演している。モブレーは、デイヴィスのアルバム『サムデイ・マイ・プリンス・ウィル・カム』に参加している（ただしいくつかの楽曲では、収録のためにコルトレーンが復帰している）。
1970年代半ばに肺の障害のため引退を余儀なくされる。1986年にデューク・ジョーダンと共演した後、ペンシルベニア州フィラデルフィアにて肺炎により歿した。

## ディスコグラフィ

### 主なアルバム
- 『モブレーズ・メッセージ』 - Mobley's Message (1956年)
- 『テナー・コンクレイヴ』 - Tenor Conclave (1957年) ※with アル・コーン、ジョン・コルトレーン、ズート・シムズ
- 『ソウル・ステーション』 - Soul Station (1960年)
- 『ロール・コール』 - Roll Call (1961年)
- 『ディッピン』 - Dippin' (1965年)
- 『ア・キャディ・フォー・ダディ』 - A Caddy for Daddy (1965年)
- Straight No Filter (1985年) ※1963年録音

## 参考書籍
- Derek Ansell, Workout: The Music of Hank Mobley. London: Northway Publications, 2008. ISBN 978 09550908 8 2
- Ian Carr, Digby Fairweather & Brian Priestley: Rough Guide Jazz, Stuttgart, Metzler 2004 (2. Auflage), ISBN 978-3-476-01892-2
- Richard Cook & Brian Morton: The Penguin Guide to Jazz Recordings, 8th Edition, London, Penguin, 2006 ISBN 0-141-02327-9
- Martin Kunzler: Jazzlexikon. Reinbek, Rowohlt, 1988